# 말릭 틸만
말릭 레온 틸만(독일어: Malik Leon Tillman, 2002년 5월 28일 ~ )은 독일에서 태어난 미국의 축구 선수로 현재 독일 분데스리가의 바이어 레버쿠젠에서 공격형 미드필더로 활약하고 있다.